# Jack Cade
Jack Cade (1420. – Heathfield, 1450. július 12.) a kenti lázadósereg ír származású vezetője volt, aki csapatai élén bevette Londont is. Bár VI. Henrik angol király kegyelmet adott neki, megölték.

## Élete
Jack Cade 1450 előtti életéről keveset tudni. Azt állította magáról, hogy szolgált a Franciaországgal vívott százéves háborúban. Még a neve sem biztos, követőinek egy része John Mortimernek szólította, és azt terjesztették róla, hogy rokonságban van Plantagenet Richárd yorki herceggel.
1449-ben Sussexben élt. Ebben az évben megvádolták egy nő meggyilkolásával, és emiatt Franciaországba menekült. 1450-ben tért vissza Angliába, és Kentben telepedett le, ahol orvosnak adta ki magát John Aylmere néven.
Jack Cade-et az általa vezetett, a kelet-angliai elnyomások, visszaélések és korrupciók, általában az udvar politikája ellen tiltakozó felkelés tette híressé. Követőivel legyőzte a királyi seregeket, bevonult Londonba, ahol átadta a lázadók követeléseit az udvarnak. Annak ellenére, hogy a király kegyelmet ígért neki, 1450. július 12-én egy sussexi falucskánál elfogták. Olyan súlyosan bántalmazták, hogy meghalt. Testét Londonba vitték, ahol fellógatták, kibelezték, felnégyelték, majd a fejét egy karóba húzva a London Bridge-en tették közszemlére.
Jack Cade-et az udvari körök a felkelés után megpróbálták úgy beállítani, mintha Richárd yorki herceg, a rózsák háborúja egyik kirobbantójának céljait szolgálta volna, és nem reformokat, hanem a dinasztia megdöntését akarta elérni.

## Érdekesség
- A sussexi települést, ahol a lázadók vezérét elfogták, ma Cade Streetnek nevezik.[6]
- Jack Cade szerepel William Shakespeare VI. Henrik című drámájában. A színjáték igencsak vérszomjasnak ábrázolja, a többi között ezeket a szavakat adja a szájába: "Utánam az, a ki a nép barátja! / Szabadságharcz ez, most hősködjetek. / Lordot, nemest mi élve nem hagyunk". (Lőrinczy [Lehr] Zsigmond fordítása)[7]